# Кейт Сміт
Кетрін Елізабет «Кейт» Сміт (англ. Kathryn Elizabeth "Kate" Smith, 1 травня 1907, Грінвілл, Віргінія — 17 червня 1986, Ролі, Північна Кароліна) — американська співачка, що стала відомою після виконання пісні американського композитора Ірвінга Берліна God Bless America. Сміт виступала на радіо, телебаченні, а найбільший успіх до неї прийшов у середині 1940-х років.

## Біографія
Вона народилася 1 травня 1907 року в Грінвіллі, штат Вірджинія, в сім'ї Шарлотти «Лотті» Ярнелл (уроджена Генбі) і Вільяма Германа Сміта, які виросли у Вашингтоні, округ Колумбія.
Її музична кар'єра почалася в 1931 році, коли вона почала працювати в Columbia Records. За рік Сміт заспівала близько 20 пісень, а найвідомішою з них стала That's Why Darkies Were Born. У 1932 році вона знялася в картині Hello Everybody! разом із зірками Рендольфом Скоттом та Селлі Блейн, а в 1943 році у військовій картині This is the Army виконала пісню God Bless America — неофіційний гімн Сполучених Штатів Америки.
Найбільш відомими її хітами стали River, Stay 'Way From My Door (1931), The Woodpecker Song (1940), The White Cliffs of Dover (1941), Rose O'Day (1941), I Don't Want to Walk Without You (1942), There Goes That Song Again (1944), Seems Like Old Times (1946) та Now Is the Hour (1947).
Кейт Сміт померла від діабету 17 червня 1986 року в Ролі, Північна Кароліна, і була похована в мавзолеї на цвинтарі Сен-Агнес в Лейк-Плесіді, округ Ессекс, штат Нью-Йорк.